# Заславский, Александр Владимирович (Герой Социалистического Труда)
Александр Владимирович Заславский (27 марта 1920, город Харьков, теперь Харьковской области — 28 августа 1996, город Харьков Харьковской области) — украинский советский деятель, новатор производства, слесарь инструментального цеха Харьковского электромеханического завода Харьковской области. Депутат Верховного Совета СССР 5-6-го созывов. Герой Социалистического Труда (17.11.1965).

## Биография
Окончил школу фабрично-заводского обучения. С 1930-х годов работал слесарем-инструментальщиком Харьковского завода № 656 (затем — Харьковского электромеханического завода имени Сталина) Народного комиссариата электропромышленности СССР.
Участник Великой Отечественной войны. Служил заместителем командира взвода.
Член ВКП(б) с 1945 года.
С февраля 1947 года — слесарь-инструментальщик, слесарь-лекальник инструментального цеха Харьковского электромеханического завода Харьковской области. Был инициатором предложения разработать и принять личные планы повышения производительности труда.
Избирался заседателем Верховного суда СССР.
Потом — на пенсии в городе Харькове.

## Награды
- Герой Социалистического Труда (17.11.1965)
- орден Ленина (17.11.1965)
- орден Октябрьской Революции (20.04.1971)
- орден «Знак Почета» (20.04.1956)
- медаль «За трудовую доблесть» (28.05.1960)
- лауреат Сталинской премии III ст. (1952)
- золотая медаль Выставки достижений народного хозяйства СССР
- медали